# KOFF
KOFF A/S er et holdingselskab og en familiejet fødevarevirksomhed. Den blev etableret af Preben Fogtmann i 1982, som også ejer virksomheden sammen med Jesper Fogtmann.
Koncernens væsentligste aktiver er brødproducenten Kohberg Bakery Group A/S, gryn- og mysliproducenten Crispy Food A/S (OTA Solgryn), mel- og grynproducenten Nakskov Mills, mysli- og toppingproducenten CF Toppers Sp z.o.o., fødevareproducenten Easis A/S og planteproteinproducenten Nisco ApS.